# Volby do Knesetu 2019 (září)
Volby do 22. Knesetu jsou předčasné parlamentní volby, které se v Izraeli uskutečnily 17. září 2019. K vypsání voleb došlo koncem května 2019 poté, co selhaly pokusy Benjamina Netanjahua o sestavení vlády na základě parlamentních voleb v dubnu 2019. Šlo o první případ v dějinách státu Izrael, kdy se během jednoho kalendářního roku odehrály dvoje parlamentní volby. Skončily těsným vítězstvím strany Kachol lavan (Modrobílá) Bennyho Gance nad Likudem předsedy vlády Benjamina Netanjahua.

## Cesta k volbám
Koncem roku 2018 se rozklížila pravicová vládní koalice (čtvrtá vláda Benjamina Netanjahua), když z ní odešla strana Jisra'el bejtenu Avigdora Liebermana. Zbylé pravicové strany disponovaly již jen nejtěsnější parlamentní většinou. Bylo proto ujednáno vypsat předčasné parlamentní volby. Tyto volby do Knesetu v dubnu 2019 pak skončily vítězstvím pravicového bloku, tvořeného stranami Likud, Šas, Sjednocený judaismus Tóry, Jisra'el bejtenu, Ichud miflegot ha-jamin a Kulanu s 65 mandáty (ze 120 křesel v Knesetu). Na opačném pólu politického spektra uspěla centristická strana Kachol lavan Bennyho Gance, která obdržela stejný počet mandátů jako vítězný Likud (35), ale nedisponovala spolu s dalšími menšími opozičními stranami většinou.
17. dubna 2019 pověřil prezident Izraele Re'uven Rivlin předsedu Likudu Benjamina Netanjahua sestavením vlády. V květnu 2019 Netanjahu požádal prezidenta o prodloužení měsíční lhůty pro sestavení koalice o další dva týdny. Uváděl zdržení způsobená státními a židovskými svátky, jakož i vlnu raketových útoků z Pásma Gazy počátkem května. V té době již se objevovaly některé programové a personální komplikace okolo formování nové vlády. Nejzásadnějším se nakonec ukázal spor mezi stranou Jisra'el bejtenu Avigdora Liebermana a dvěma ultraortodoxními náboženskými stranami (Šas, Sjednocený judaismus Tóry). Lieberman trval na přijetí dříve rozpracované legislativy, zavádějící postupný nárůst odvodů ultraortodoxních Židů do izraelské armády (včetně finančních sankcí pro náboženské vzdělávací instituce při neplnění odvodových kvót). Ultraortodoxní strany oproti tomu odmítaly beze změn převzít legislativní návrhy z předchozího volebního období a hodlaly zamýšlená pravidla pro povinné odvody do armády změnit a změkčit.
S tím, jak se blížil Netanjahuův termín pro předložení nové vlády (středa 29. května), začaly na politické scéně úvahy o nutnosti vypsání předčasných voleb. V pondělí 27. května prošel návrh na rozpuštění čerstvě zvoleného Knesetu prvním čtením. Netanjahu se mezitím snažil o utvoření koalice a to jednak pokračujícími jednáními mezi oběma znesvářenými bloky stran, jednak pokusy o nalezení jiné parlamentní většiny. Šéf Likudu vedl tajná jednání s předsedou levicové Strany práce Avi Gabajem, kterému nabízel významné vládní posty, ale poslanecký klub Strany práce nabídku odmítl. Jednání byla vedena i s některými poslanci hlavní opoziční strany Kachol lavan (rovněž bez výsledku). Ve středu 29. května se pak Kneset sešel na dlouhém zasedání, během kterého byl nakonec, krátce před půlnocí (před vypršením lhůty pro sestavení koalice) odhlasován ve druhém i třetím čtení návrh na rozpuštění Knesetu a vypsání předčasných voleb na 17. září. Návrh podpořily zejména pravicové strany, které tak chtěly předejít možnosti, že by prezident Rivlin mohl pověřit sestavením vlády někoho z opačného politického tábora (například předsedu Kachol lavan Bennyho Gance). Uvnitř pravice se ale vedly ostré debaty ohledně toho, kdo je vinen selháním koaličních rozhovorů. Zatímco Lieberman zdůrazňoval, že trvá na svých programových tezích a že hájí sekulární charakter izraelského politického systému, z Likudu zněla kritika jeho neústupnosti.

## Volební kampaň a přeskupování stranického spektra
Ihned po ohlášení nových voleb začaly politické strany řešit strategii pro volební kampaň. Strana Likud uzavřela ještě koncem května dohodu o integraci s menší pravicovou stranou Kulanu, jejíž politici měli získat 4 posty na kandidátní listině Likudu. Lídrem strany Likud zůstal Benjamin Netanjahu. Beze změn byl i post lídra strany Kachol lavan Bennyho Gance, kde bylo oznámeno že v platnosti zůstává spojenectví Gance a strany Ješ atid.
Integrační procesy probíhaly i mezi menšími stranami. O spolupráci začaly nejprve jednat dva pravicové subjekty, které se těsně ve volbách v dubnu 2019 do parlamentu nedostaly: ha-Jamin he-chadaš (Nová pravice) Naftaliho Bennetta a Zehut Mošeho Feiglina. Nakonec ale každý z těchto subjektů zamířil do jiného spojenectví. Ha-Jamin he-chadaš se spojila s Ichud miflegot ha-jamin (Unie pravicových stran) do volební aliance Jamina, čímž se bývalí konkurenti z dubnových voleb opět sešli na jedné kandidátní listině. Šlo ale o technickou alianci, nikoliv o fúzi jednotlivých stran. Naopak strana Zehut na konci srpna zrušila svou kandidaturu poté, co uzavřela dohodu s Benjaminem Netanjahuem, podle které měl Moše Feiglin získat po volbách ministerský post a Likud měl do svého programu zahrnout liberalizaci trhu s lékařským konopím (jeden z hlavních programových rysů strany Zehut). Stranou integračních procesů na pravici zůstala radikálně národovecká Ocma jehudit, která nakonec kandidovala samostatně.
Na levici se zase nejprve zvažovala společná kandidátní listina Strany práce a strany Merec. I zde ale výsledný integrační proces měl poněkud jinou podobu. Izraelská strana práce (Avoda) pod vedením (staro)nového předsedy Amira Perece se spojila s menší, sociálně a centristicky orientovanou stranou Gešer, kterou založila Orly Levyová před dubnovými volbami, ve kterých ovšem strana nepřekročila práh pro vstup do Knesetu. Do zářijových voleb pak šla aliance pod názvem Avoda-Gešer. Naopak Merec se spojil s veteránem izraelské politiky Ehudem Barakem a jeho novou politickou stranou Demokratický Izrael (Jisra'el demokratit) a dále s malou formací ha-Tnuʿa ha-jeruka (Zelené hnutí) okolo bývalé poslankyně za Stranu práce Stav Šafirovou. Výsledná aliance šla do voleb pod názvem Demokratický tábor. Změna oproti volbám v dubnu proběhla i mezi arabskými stranami, které překonaly dubnové rozdělení do dvou konkurenčních kandidátek a opět nastoupily do voleb jako jedna kandidátní listina (Sjednocená kandidátka), tvořená ovšem čtyřmi samostatnými politickými stranami.

## Témata a průběh volební kampaně
V základních obrysech se kampaň neodlišovala o kampaně před dubnovými volbami. Významným tématem pro levici a centristickou opozici byla nadále osoba Benjamina Netanjahua a údajné riziko omezování demokratických institucí, zejména justice. Vzhledem k příčinám selhání koaličních jednání po dubnových volbách se ovšem ještě více do kampaně promítl vztah mezi sekulární a ultraortodoxně orientovanou částí společnosti. Avigdor Lieberman, předseda Jisra'el bejtenu, šel do voleb otevřeně s tím, že nepodpoří na post předsedy vlády automaticky ani Netanjahua ani Bennyho Gantze a že preferuje velkou koalici se sekulární agendou.
V závěru kampaně Netanjahu prohlásil, že po případném volebním úspěchu jeho vláda okamžitě provede anexi (fakticky „rozšíření izraelské suverenity”, popřípadě „rozšíření izraelské jurisdikce”) osad v údolí Jordánu a v oblasti severního břehu Mrtvého moře (nejvýchodnější část Západního břehu) a následně i všech ostatních osad na Západním břehu. Pro pravici bylo velkým tématem zamezit dalším teritoriálním ústupkům Palestincům, které by údajně hrozily po případném vítězství levice. Samotná pravice se ovšem neshodovala, jak reagovat na chystaný Mírový plán Donalda Trumpa pro Izrael a Palestince. Naftali Bennett krátce před volbami varoval, že Trumpův plán počítá s předáním rozsáhlých oblastí Západního břehu Jordánu pod palestinskou správu, čímž se mnohé izraelské osady mají ocitnout v pozici izolovaných enkláv, obklopených palestinským územím. Pravice také v kampani použila téma údajné státní neloajality u části izraelských Arabů a neúspěšně se snažila prosadit zákon, který by umožnil natáčet členům volebních komisí na kameru dění ve volební komisi. Šlo o návaznost na kontroverzi z dubnových voleb, kdy členové Likudu ve volebních komisích v mnoha arabských volebních okrscích byli vybaveni kamerovým zařízením, které mělo údajně dokumentovat možné pokusy o falšování voleb. Tato praxe byla následně soudně zakázána a pravice se nyní neúspěšně pokusila soudní zákaz zvrátit pomocí nové legislativy.

## Výsledky voleb
Hlasování skončilo 17. září v 10 hodin večer izraelského času. Okamžitě byly publikovány tři exit polly (stanice 13, Kan a Chadašot). Podle všech tří projekcí výsledků neměla ani pravice ani opozice jasnou parlamentní většinu a obě nejsilnější strany měly podobný výsledek nad 30 mandáty. To se v hrubých obrysech potvrdilo i při sčítání samotných hlasů v následujících dnech.
Konečné výsledky byly zveřejněny 25. září 2019. Vítězem se stal Kachol lavan, těsně následovaný Likudem. Třetím nejsilnějším uskupením jsou arabské strany, které na rozdíl od předchozích voleb kandidovaly společně. Ocma jehudit nepřekročila hranici 3,25 % a do Knesetu se nedostala.
- Počet hlasů
- Počet křesel

Způsobilých voličů6 394 030
Celková volební účast4 465 168 (volební účast 69,83 %)
Neplatných hlasovacích lístků28 362
Platných hlasovacích lístků4 436 806